# Acontias poecilus
Acontias poecilus là một loài thằn lằn trong họ Scincidae. Loài này được Bourquin & Lambiris miêu tả khoa học đầu tiên năm 1996.